# Consolato Generale degli Stati Uniti d'America a Napoli
Il Consolato Generale degli Stati Uniti d'America a Napoli fa parte della missione diplomatica degli Stati Uniti in Italia e rappresenta gli interessi del governo statunitense a Napoli e nelle regioni della Campania, Molise, Puglia, Basilicata, Calabria e Sicilia. Inoltre, il Consolato Generale ha la supervisione dell’Agenzia Consolare a Palermo. 
Il consolato di Napoli è l'unico autorizzato a rilasciare visti di immigrazione in Italia ed ha autorità per le richieste relative alle persone residenti in Italia, Iran e Malta.
L'incarico di Console Generale degli Stati Uniti d'America a Napoli è stato assunto nell'agosto 2022 da Tracy Roberts-Pounds.

## Storia
Il consolato fu fondato il 16 dicembre 1796, durante il Regno di Napoli. John SM Matthiew fu il primo console assegnato a Napoli. Successivamente durante il Regno delle due Sicilie a capo della sede furono incaricati diplomatici come: William Pinkney, John Nelson e Robert Dale Owen. Pinkney fu incaricato il 23 aprile 1816 di negoziare un trattato per pagare le riparazioni ai mercanti statunitensi per le navi e le merci sequestrate o confiscate durante il governo di Gioacchino Murat dal 1809 al 1813. La missione di Pinkney non ebbe successo. Le relazioni diplomatiche iniziarono formalmente il 25 gennaio 1832, quando John Nelson presentò le sue credenziali al re Ferdinando II. Con Nelson ci fu la firma della Claims Convention il 14 ottobre 1832 a Napoli che risolveva la questione dei risarcimenti dei mercanti americani i cui beni furono sequestrati durante le guerre napoleoniche. Nel 1845 fu siglato il Treaty of Commerce and Navigation.
Dal 1897 al 1907 Aaron Homer Byington fu nominato console degli Stati Uniti a Napoli.

Nel 1917 con il perdurare della prima guerra mondiale presso il consolato furono curati ed assistiti i marinai statunitensi.

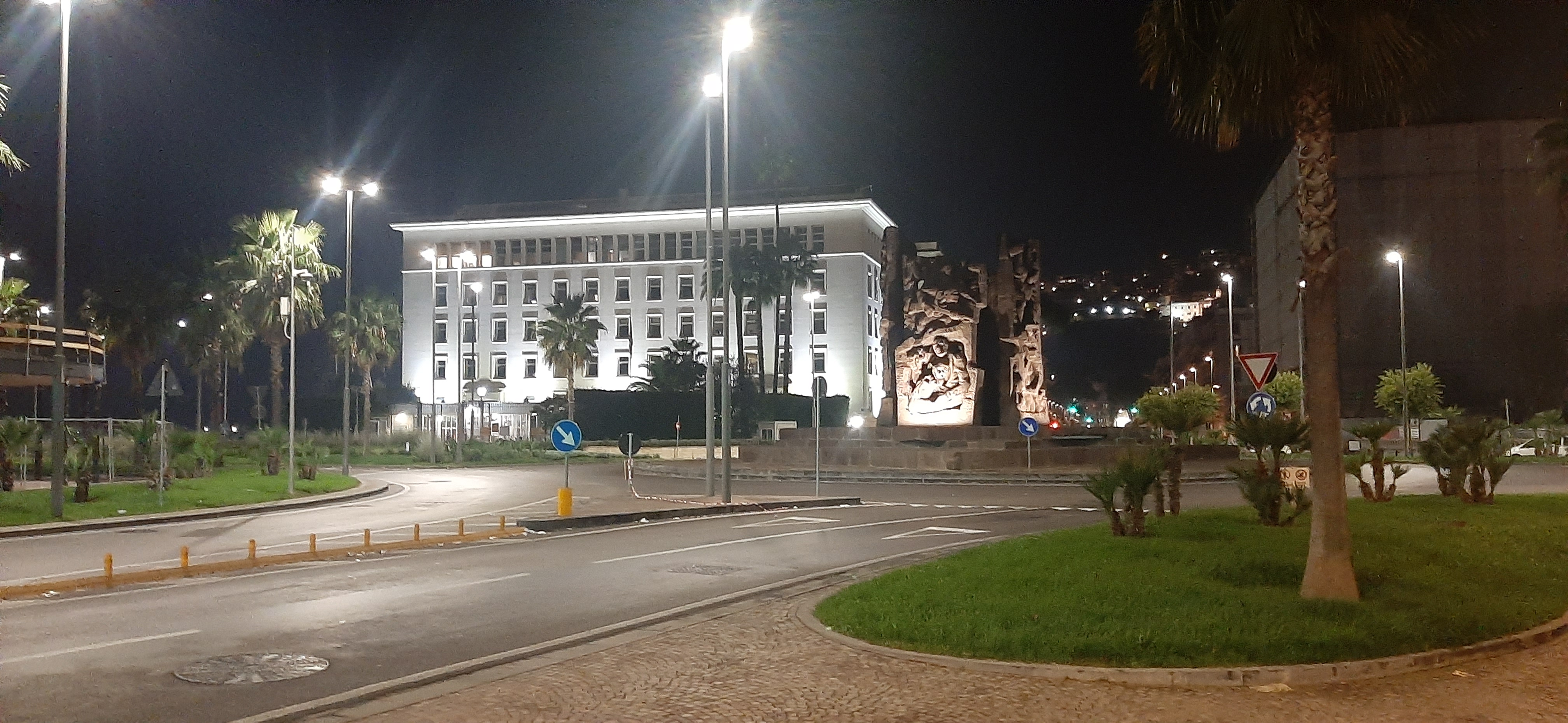
Consolato Generale degli Stati Uniti d'America, Piazza della Repubblica (Napoli)

Nel corso del secondo conflitto mondiale a seguito della dichiarazione di guerra dell'Italia agli Stati Uniti nel dicembre del 1941 il consolato venne chiuso e riprese la sua attività nel luglio 1944 con la nomina di George Louis Brandt.
Dal 1954 agli anni '90 fu attivato presso il consolato un distaccamento dell'United States Information Agency.
Dalla fine del 2007 al 2009 il consolato ha effettuato un'attenta analisi su vari temi pubblicando sei rapporti. Gli storici Alessandro Giacone e Mimmo Franzinelli riportano nella loro opera: "Si tratta di una documentazione di grande utilità sotto diversi profili".
Nel 2023 ha raggiunto i 227 anni di attività, risulta essere il primo consolato ancora attivo degli USA in Italia e la settima sede diplomatica aperta dagli Stati Uniti d'America in tutto il mondo.
L'attuale sede è stata realizzata nel 1953 ed il progetto è stato co-firmato dagli architetti George Howe e Mario De Renzi.